# Atzesberg
Atzesberg ist eine Gemeinde in Oberösterreich im Bezirk Rohrbach im oberen Mühlviertel mit 449 Einwohnern (Stand 1. Jänner 2024). Der zuständige Gerichtsbezirk ist Rohrbach in Oberösterreich.

## Geografie
Atzesberg liegt auf 610 m Höhe im Oberen Mühlviertel. Die Ausdehnung beträgt von Nord nach Süd 5,3 und von West nach Ost 4,2 Kilometer. Die Gesamtfläche umfasst 12,72 Quadratkilometer, womit die Gemeinde die dreizehnkleinste Gemeinde der 44 Gemeinden des Bezirks ist. Die Gemeindefläche erstreckt sich über eine Höhe zwischen rund 600 Meter und dem 941 Meter hohen Ameisberg und ist zu 37,8 Prozent bewaldet (Oberösterreich: 38,3 Prozent). Weitere 57,5 Prozent (Oberösterreich: 49,3 Prozent) werden als landwirtschaftliche Nutzfläche bewirtschaftet, die übrigen Flächen verteilen sich vor allem auf Gärten und Bauflächen. Nachbargemeinden sind Oberkappel im Nordwesten, Sarleinsbach im Nordosten und Osten, Hörbich im Südosten, Putzleinsdorf im Süden und Pfarrkirchen im Mühlkreis im Westen.

### Geologie und Böden
Die Landschaft des Gemeindegebietes ist ein Teil der Böhmischen Masse die auf ein sehr altes Gebirge zurückgeht, dass durch die Variszische Gebirgsbildung im
Paläozoikum (Karbon) entstand. Nach der starken Erodierung des ehemaligen Hochgebirges kam es während der Alpidischen Gebirgsbildung im Tertiär zur Aufhebung des kristallinen Grundgebirges um mehrere 100 Meter, wodurch Brüchen und Störungen entstanden. In weiterer Folge kam es im Tertiär und Quartär zur Ablagerung von Sedimenten. Als dominate Gesteine finden sich im Gemeindegebiet ältere grobkörnige Granite vom Typus Weinsberger Granit. Er gehört zu den ersten während der Gebirgsfaltung erstarrten Magmaserien, weist eine typische Grobkörnigkeit auf und bedingt einen unruhigen Landschaftscharakter mit raschem Wechsel von Kuppen und Senken. Im Gemeindegebiet herrschen Böden der Braunerde-Podsolreihe aus Kristallin vor, wobei als Bodentyp die silikatische Braunerde, die sich auf Graniten und Gneisen bildet dominiert. Die leichten bis sehr leichten Böden sind in ihrer Qualität generell nährstoffarm und in ihrer Nutzung von der Tiefgründigkeit und der Wasserversorgung abhängig. Die Bodenart ist generell lehmiger Sand bzw. sandiger Lehm, als Humusform dominiert an trockenen Standorten Moder, ansonsten Mull. Zudem kommen im Talbereich des Daglesbaches und des Reiterbaches Podsol vor.

### Landschaft und Vegetation
Das Gemeindegebiet lässt sich grob in zwei Teilbereiche gliedern. Im Norden des Gemeindegebiets befindet sich eine bewaldete Kuppenlagen-Landschaft, die naturschutzfachlich der Raumeinheit Südliche Böhmerwaldausläufer zugehörig ist. Der Teilbereich des Gemeindegebietes zeichnet sich durch einen hohen Waldanteil aus, wobei überwiegend forstlich genutzter Nadelwald vorherrscht. Zudem bestehen kleinflächige Laub- und Mischwälder. Die landwirtschaftlich genutzten Flächen in diesem Gebiet werden intensiv als Grünland und für den Ackerbau bewirtschaftet. Strukturelemente bestehen nur in geringem Ausmaß, wobei Obstbaumwiesen und -reihen, Kleinstwaldflächen, Einzelbäume, Hecken und Böschungen vorkommen. Das übrige Gemeindegebiet wird als südliche Reststrukturlandschaft bezeichnet, wobei dieser Teilabschnitt zum Zentralmühlviertler Hochland gehört und von intensiver landwirtschaftlicher Nutzung sowie Reststrukturelemente geprägt ist. Analog zum nördlichen Landschaftsraum sind die Waldgebiete im Süden ebenfalls meist Nadelwald, ebenso bestehen aber auch kleine Laub- und Mischwälder. Die landwirtschaftlichen Flächen herrschen jedoch hier vor, wobei diese großteils intensiv bewirtschaftet werden. Strukturelemente sind hier ebenfalls nur in beschränkten Ausmaß vorhanden, wobei vor allem Hecken, Baumreihen, Obstbaumwiesen- und Reihen sowie Kleinstwaldflächen und Einzelbäume vorkommen.

### Gewässer
Die Entwässerung der Gemeinde erfolgt Richtung Nordosten bzw. Südwesten. Längster Bach auf dem Gemeindegebiet ist der Daglesbach, der unterhalb des Ameisberges entspringt und entlang der Gemeindegrenze zu Putzleinsdorf nach Südwesten verläuft. Der Bach ist im Norden von Wald umgeben, danach stellt er ein sehr naturfernes Gewässer mit nur lokal vorhandenem Ufergehölz dar. Das Reiterbachl verläuft an der nördlichen Gemeindegrenze nach Osten, wobei er naturnah mäandriert und entlang von Waldrändern verläuft. Der Reiterbach verläuft südlich des Reiterbachl weitgehend im Wald. Der Reiterbach mündet bei Zellhäusl in das Reiterbachl. Im Süden des Gemeindegebiets besteht des Weiteren das Neuwiesbachl, das teilweise einen Abschnitt der südlichen Gemeindegrenze bildet und abschnittsweise begradigt wurde.

### Gemeindegliederung
| Ortsteil      | 2001 | 2011 |
| ------------- | ---- | ---- |
| Atzesberg     | 068  | 055  |
| Fuchsberg     | 0    | 014  |
| Hohenschlag   | 029  | 026  |
| Kramsreith    | 033  | 029  |
| Krien         | 014  | 09   |
| Mitternschlag | 119  | 090  |
| Obernreith    | 047  | 035  |
| Ohnerstorf    | 143  | 117  |
| Wögerstorf    | 033  | 033  |
| Wollerdorf    | 035  | 045  |

Die Gemeinde Atzesberg ist deckungsgleich mit der Katastralgemeinde Atzesberg, wobei in der Gemeinde neun bis zehn Ortsteile unterschieden werden. Hauptort der Gemeinde ist der Ortsteil Ohnerstorf, in dem 2001 insgesamt 143 Menschen lebten. Neben Ohnerstorf hatte lediglich der Ortsteil Mitternschlag mehr als 100 Einwohner. Zum Ortsteil Ohnerstorf zählen dabei das Dorf Ohnerstorf (610 m ü. A.) sowie die Ohnerstorfersiedlung und der Einzelhof Bachhäusl. Der Ortsteil im Osten des Gemeindegebietes umfasste 2001 44 Gebäude. Südlich von Ohnerstorf liegt die Rotte Wollerdorf (596 m ü. A.), westlich das Dorf Atzesberg (671 m ü. A.) mit der Einöde Fuchsberg, wobei Fuchsberg 2011 als eigener Ortsteil ausgewiesen wurde. Wollerdorf hatte 2001 insgesamt 12 Gebäude, Atzesberg mit Fuchsberg 19 Gebäude. Nahe an Ohnerstorf liegt zudem nordwestlich die Streusiedlung Obernreith (600 m ü. A.), wobei zu Obernreith auch die Einzelhöfe Halmstein, Reisingergut und Waldbauer gehören. Obernreith umfasste 2001 insgesamt 13 Gebäude. Im Norden der Gemeinde befindet sich mit der Rotte Mitternschlag (800 m ü. A.) der zweitgrößte Ortsteil der Gemeinde. Mitternschlag wies 2001 46 Gebäude auf. Westlich von Mitterschlag liegt die Ameisbergwarte, die jedoch zum südlich gelegenen Ortsteil Hohenschlag (780 m ü. A.) zählt. Die Rotte Hohenschlag hatte 2001 14 Gebäude.
Das Gemeindegebiet umfasst folgende Ortschaften (in Klammern Einwohnerzahl Stand 1. Jänner 2024):
- Atzesberg (53)
- Fuchsberg (14)
- Hohenschlag (32)
- Kramsreith (24)
- Krien (9)
- Mitternschlag (92)
- Obernreith (26)
- Ohnerstorf (125)
- Wögerstorf (31)
- Wollerdorf (43)

### Nachbargemeinden
| Oberkappel                |                                             | Sarleinsbach |
| Pfarrkirchen im Mühlkreis | Kompassrose, die auf Nachbargemeinden zeigt |              |
| Putzleinsdorf             |                                             | Hörbich      |

## Geschichte
Ursprünglich im Ostteil des Herzogtums Bayern liegend, gehörte die Region seit dem 12. Jahrhundert zum Herzogtum Österreich. 1231 wird Atzesberg als Atzelinsberg (Siedlung des Atzelin) erstmals urkundlich erwähnt. Der Ort gehörte zum Bistum Passau, vorwiegend zur passauischen Herrschaft Sprinzenstein, Seit 1490 wird er dem Fürstentum Österreich ob der Enns zugerechnet.
Seit 1918 gehört das Dorf zum Bundesland Oberösterreich. Nach dem Anschluss Österreichs an das Deutsche Reich am 13. März 1938 wurde der Ort dem Markt Sarleinsbach eingemeindet und gehörte wie dieser zum Gau Oberdonau. Nach der Wiederherstellung Oberösterreichs wurde er mit der Gemeinderatswahl 1949 wieder selbständig.

## Bevölkerung

### Bevölkerungsstruktur
2013 lebten in der Gemeinde Atzesberg 456 Menschen, womit Atzesberg die drittkleinste Gemeinde im Bezirk Rohrbach war. Bezogen auf die Bevölkerungsdichte wies Atzesberg mit 36 Ew/km² die drittniedrigste Besiedelungsdichte im Bezirksgebiet auf. Ende 2001 waren 94,6 Prozent der Bevölkerung österreichische Staatsbürger (Oberösterreich 92,8 Prozent, Bezirk Rohrbach 96,9 Prozent), bis zum Jahresbeginn 2013 stieg der Wert auf 98,0 Prozent (Oberösterreich 91,1 Prozent, Bezirk Rohrbach 96,9 Prozent) kaum. Insgesamt wurden 2013 in der Gemeinde nur neun Ausländer gezählt, 26 waren in einem anderen Land geboren worden. 2001 hatte fast ausschließlich Deutschland als Herkunftsland bzw. Geburtsland eine Rolle gespielt. Zur römisch-katholischen Kirche bekannten sich 2001 94,2 Prozent der Einwohner (Oberösterreich: 79,4 Prozent), 2,5 Prozent waren ohne Bekenntnis, 2,3 Prozent evangelisch.
Der Altersdurchschnitt der Gemeindebevölkerung lag 2001 etwas über dem Landesdurchschnitt. 22,1 Prozent der Einwohner von Atzesberg waren jünger als 15 Jahre (Oberösterreich: 18,8 Prozent), 56,8 Prozent zwischen 15 und 59 Jahre alt (Oberösterreich: 61,6 Prozent). Der Anteil der Einwohner über 59 Jahre lag mit 21,1 Prozent über dem Landesdurchschnitt von 20,2 Prozent. Der Altersdurchschnitt der Bevölkerung von Atzesberg veränderte sich in der Folge in allen Segment. Der Anteil der unter 15-Jährigen sank per 1. Jänner 2013 deutlich auf 14,0 Prozent, während sich der Anteil der Menschen zwischen 15 und 59 Jahren auf 71,7 Prozent deutlich erhöhte. Der Anteil der über 59-Jährigen sank hingegen auf 14,3 Prozent. Nach dem Familienstand waren 2001 47,8 Prozent der Einwohner von Atzesberg ledig, 44,5 Prozent verheiratet, 4,6 Prozent verwitwet und 3,1 Prozent geschieden.

### Bevölkerungsentwicklung
Die Gemeinde Atzesberg weist keine kontinuierliche Bevölkerungsentwicklung seit dem Beginn der regelmäßigen Aufzeichnungen auf. So sank die Einwohnerzahl zwischen 1869 und 1910 zunächst kontinuierlich, bevor sie in der Zwischenkriegszeit wieder anstieg. Bereits nach 1934 begann die Einwohnerzahl jedoch wieder zu sinken, wobei der Rückgang bis 1951 anhielt. In den 1950er Jahren erlebte die Gemeinde neuerlich ein kurzfristiges Wachstum, bereits 1961 begann jedoch die Bevölkerung wieder zu schrumpfen. Seitdem verzeichnet die Gemeinde mit Ausnahme der 1980er Jahre einen sukzessiven Bevölkerungsverlust, wobei die Gemeinde seit 1869 insgesamt 26 Prozent ihrer Bevölkerung verloren hat. Die Gemeinde weist dabei verglichen mit dem Bezirksgebiet eine unterdurchschnittliche Bevölkerungsentwicklung auf, verglichen mit dem Land Oberösterreich ist die Entwicklung sogar stark unterdurchschnittlich. Die Bevölkerungsverluste der Gemeinde resultieren insbesondere aus der Abwanderung. So war die Wanderungsbilanz seit den 1970er Jahren stark negativ während der Geburtenüberschuss mit Ausnahme der 1980er Jahre den Ausgleich der Abwanderung nicht wettmachen konnte.

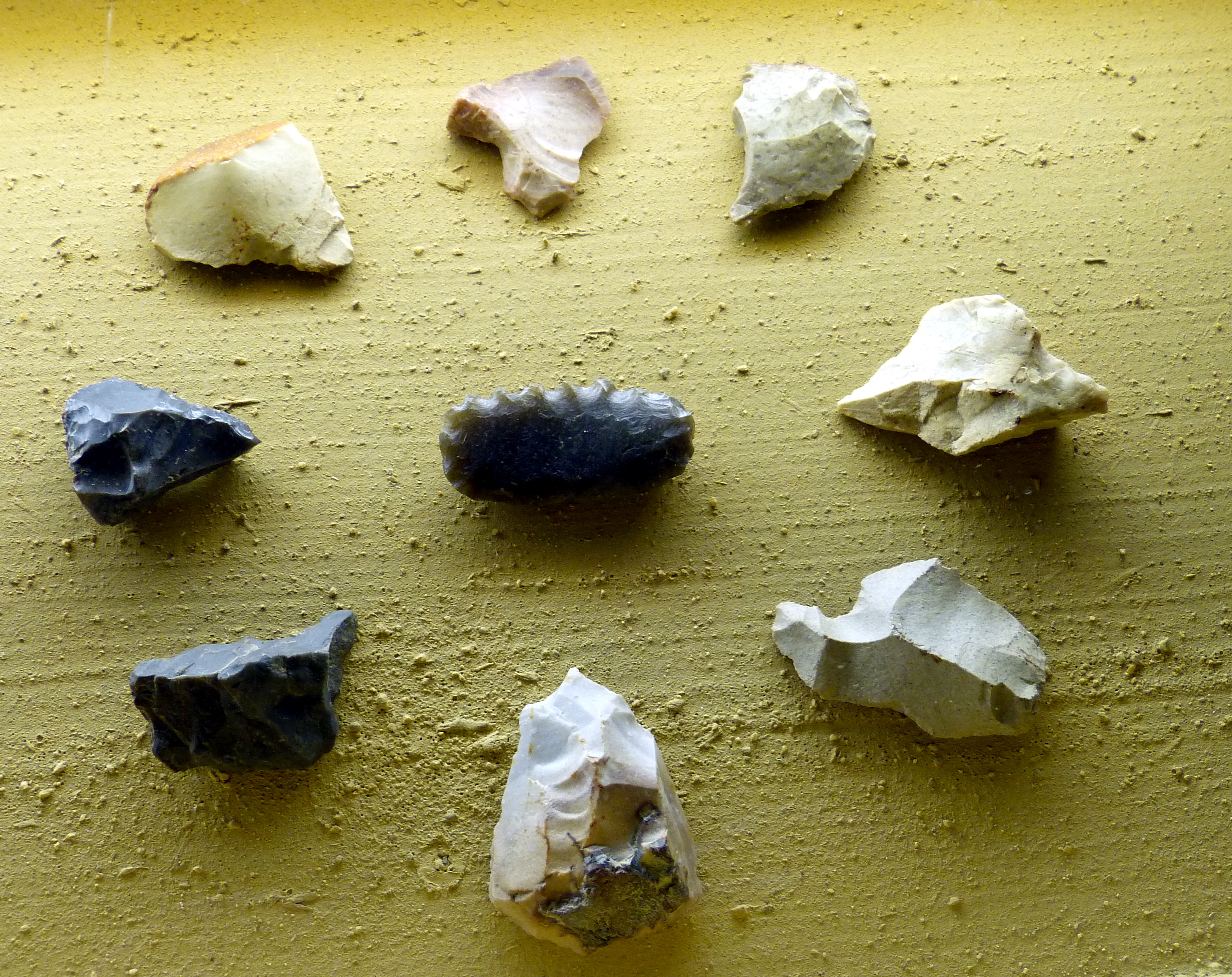
Werkzeuge aus dem Steinzeitmuseum Ohnersdorf

## Kultur und Sehenswürdigkeiten
- Steinzeitmuseum in Ohnersdorf
- Warte auf dem Ameisberg

## Wirtschaft und Infrastruktur
Atzesberg ist eine der kleinsten Gemeinden des Mühlviertels. Es  ist eine landwirtschaftlich geprägte Gemeinde mit biologischer Landwirtschaft und Hopfenanbauflächen. Von 1999 bis 2010 nahm die Anzahl der landwirtschaftlichen Betriebe von 50 auf 40 ab. Von diesen 40 werden 17 im Haupt-, 22 im Nebenerwerb und 1 von einer Personengemeinschaft geführt.

## Politik

### Gemeinderat
Der Gemeinderat als oberstes Gremium der Gemeinde umfasst 13 Sitze und wird alle sechs Jahre im Zuge oberösterreichweiter Gemeinderatswahlen gewählt. Der Gemeindevorstand setzt sich aus drei Mitgliedern zusammen, wobei seit 2009 die Österreichische Volkspartei (ÖVP) mit dem Bürgermeister und der Vizebürgermeisterin im Gemeindevorstand vertreten ist und die ÖVP auch das dritte Mitglied stellt.
Stärkste Fraktion im Gemeinderat von Atzesberg ist seit jeher die ÖVP, die zwischen 1973 und 2009 immer die absolute Stimmen- und Mandatsmehrheit sowie meist auch eine Zweidrittelmehrheit erzielen konnte. 1973 war die ÖVP noch die einzig kandidierende Partei, erst 1979 bekam sie Konkurrenz durch die Sozialdemokratische Partei Österreichs (SPÖ) und die Freiheitliche Partei Österreichs (FPÖ), wobei die SPÖ bei dieser Wahl nur 7,7 Prozent auf sich vereinigen konnte und die FPÖ mit 1,4 Prozent überhaupt am Einzug in den Gemeinderat scheiterte. 1985 trat die FPÖ nicht an, wobei die ÖVP 85,9 Prozent und die SPÖ 14,1 Prozent erzielten. Das erneute Antreten der FPÖ 1991 führte zu einem spürbaren Rückgang der ÖVP-Stimmen.
- Mit den Gemeinderats- und Bürgermeisterwahlen in Oberösterreich 1997 hatte der Gemeinderat folgende Verteilung: 11 ÖVP, 1 SPÖ und 1 FPÖ.[10]
- Mit den Gemeinderats- und Bürgermeisterwahlen in Oberösterreich 2003 hatte der Gemeinderat folgende Verteilung: 10 ÖVP und 3 SPÖ.[11]
- Mit den Gemeinderats- und Bürgermeisterwahlen in Oberösterreich 2009 hatte der Gemeinderat folgende Verteilung: 11 ÖVP und 2 SPÖ.[12]
- Mit den Gemeinderats- und Bürgermeisterwahlen in Oberösterreich 2015 hatte der Gemeinderat folgende Verteilung: 11 ÖVP und 2 SPÖ.[13]
- Mit den Gemeinderats- und Bürgermeisterwahlen in Oberösterreich 2021 hat der Gemeinderat folgende Verteilung: 11 ÖVP und 2 SPÖ.[14]

### Bürgermeister
Der Bürgermeister wird seit 1997 in einer Direktwahl bestimmt, wobei es bei keiner absoluten Mehrheit für einen Kandidaten zu einer Stichwahl kommt. Bei der ersten Bürgermeisterdirektwahl konnte sich der ÖVP-Kandidat mit 73,8 Prozent gegen den Kandidaten der SPÖ durchsetzen. Seitdem trat bei den Wahlen immer nur ein ÖVP-Kandidat an, der jeweils rund 95 Prozent erreichen konnte. Bürgermeister ist derzeit Josef Scharinger, die Vizebürgermeisterin wird ebenfalls von der ÖVP gestellt.
Bürgermeister seit 1850:
- 1850–1858 Johann Rutmann
- 1858–1861 Franz Lenz
- 1861–1864 Johann Hummenberger
- 1864–1870 Georg Höglinger
- 1870–1873 Michael Eder
- 1873–1879 Daniel Peinbauer
- 1879–1882 Daniel Reiter
- 1882–1885 Mathias Riederer
- 1885–1894 Mauracher
- 1894–1897 Mathias Riederer
- 1897–1900 Josef Reiter
- 1900–1903 Franz Thurner
- 1903–1909 Josef Reiter
- 1909–1919 Anton Humenberger
- 1919–1922 Josef Scharinger
- 1922–1924 Anton Eisschiel
- 1924–1929 Johann Neumüller
- 1929–1942 Franz Leitenbauer
- 1942–1949 Georg Straßer
- 1949–1955 Franz Fuchs
- 1955–1996 Franz Leitenbauer
- 1996–2005 Franz Meisinger
- 2005–2009 Norbert Höretzeder
- seit 2009 Josef Scharinger

### Sonstige Wahlen
Wie bei Gemeinderatswahlen dominiert die ÖVP auch bei Landtagswahlen in der Gemeinde, wenngleich die Dominanz der Volkspartei seit den 1970er Jahren merklich zurückgegangen ist. Dennoch konnte die ÖVP seit 1973 immer stimmenstärkste Partei werden, mehrfach erzielte sie sogar eine Zweidrittelmehrheit. Ihr bestes Ergebnis erreichte die ÖVP in diesem Zeitraum im Jahr 1973 mit 93,8 Prozent, seitdem verlor sie nahezu sukzessive Stimmenanteile. Ihr schlechtestes Ergebnis verzeichnete die ÖVP 2003 mit 63,3 Prozent. Zweitstärkste Partei war bei Landtagswahlen zunächst immer die SPÖ, die Wahlergebnisse zwischen 6,2 Prozent und 16,8 Prozent für sich verbuchen konnte. Ihr bestes Ergebnis hatte die SPÖ dabei 2003, ihr schlechtestes 1973. 1991 wurde die SPÖ erstmals von der SPÖ als zweitstärkste Partei abgelöst, wobei sich die FPÖ auch in der Folge bei zwei von drei Wahlen erneut vor der SPÖ Positionieren konnte. Die FPÖ erreichte zwischen 1973 und 1985 nur 0 bis 2,2 Prozent, seitdem jedoch Ergebnisse zwischen 14,0 und 17,2 Prozent. Viertstärkste Partei waren 2009 die Grünen mit 6,8 Prozent, wobei die Grünen ihr bisher bestes Ergebnis in Atzesberg erreichten.

### Wappen
Der Gemeinde wurde 1989 folgendes Wappen verliehen:
Blasonierung:
In Blau auf silbernem Hügel, darin drei grüne, eins zu zwei gestellte Tannen, von denen die Spitze der obersten über den Hügel hinausragt, die goldene Ost-Fassade der Ameisbergwarte.
Die Gemeindefarben sind Gelb-Grün.

## Persönlichkeiten

### Söhne und Töchter der Gemeinde
- Leopold Eisschiel, Judo-Europacupsieger 1982 (Mannschaft)
- Franz Leitenbauer (1925–2016), Abgeordneter zum Oberösterreichischen Landtag
- Sr. Maria Liboria (Josefa) Past (1871–1936), Novizenmeisterin und Provinzoberin (1925–1934) der Kreuzschwestern in Linz; während ihrer Amtszeit als Provinzoberin erfolgte der Bau des Schulzentrums St. Angelus der Kreuzschwestern in Linz[18]